# Velankanni
Velankanni (en tamoul : வேளாங்கண்ணி ; en portugais : Vallagane ou Vellagani ; Valangany ou Velangany en anglais et en français) ou Vailankanni et Velanganni, est une commune et un centre de pèlerinage chrétien localisée dans le district de Nagapattinam au sud-est de l'Inde, dans l'État du Tamil Nadu.
La cité est célèbre pour sa basilique dédiée à Notre Dame de la Bonne Santé — À laquelle sont prêtées des apparitions mariales —, qui est un sanctuaire religieux attirant de nombreux pèlerins de toutes confessions. En raison de l'importance numérique de son pèlerinage marial, et de sa considération dans le catholicisme, peu présent dans cette partie du monde, Velankanni est surnommée le Lourdes de l'Orient. Le pape Jean XXIII élève la principale église de la ville, le sanctuaire de Notre-Dame de la Bonne Santé, au statut de basilique mineure en 1962.

## Basilique Notre-Dame de la Bonne Santé
Le bâtiment actuel de la basilique, construit près du lieu-dit où aurait eu lieu l'apparition au vendeur de babeurre, date du XVIIe au XXe siècles et est conçu dans le style néogothique. Son retable est remarquable pour son ornementation, couvert de carreaux de Delft ou d'azulejos représentants des scènes bibliques,.
Une première église en dur est construite à Velankanni en 1642, sous la présence portugaise à Negapatam, où était installée une communauté chrétienne et indo-portugaise considérable,. Elle fut dédiée à Notre-Dame de la Santé (Nossa Senhora da Saúde en portugais), une invocation mariale très populaire au Portugal, mentionnée dans les litanies de Lorette,. Associée à ce titre par des croyants convaincus, la Vierge Marie de Velankanni prit ainsi le nom de Notre-Dame de la Bonne Santé (தூய ஆரோக்கிய அன்னை (tūya ārōkkiya annai) en tamoul ; Nossa Senhora da Boa Saúde en portugais). Antérieurement, le frère franciscain Paulo da Trindade rapporte dans ses chroniques rédigées en 1630, l'existence sur place d'un petit ermitage sous la même dédicace.  
Initialement dépendante de Negapatam, Velankanni devient une paroisse à part en 1771 sur décision de l'évêque de Méliapour. Tout au long de son histoire, jusqu'au milieu du XXe siècle, elle fut sous la direction du Padroado, confiée aux Franciscains portugais,.  
Une part importante de sa fréquentation est le fait de pèlerins en espérance d'une santé meilleure, qui peuvent prendre part à des pratiques votives,.  

### Pèlerinage marial
Le pèlerinage marial annuel à l'église de Velankanni semble avoir commencé à prendre de l'importance à partir de la fin du XVIIe siècle. Des missionnaires protestants installés à Tranquebar visitent le lieu en 1730, et font état de la certaine célébrité de l'église et de son pèlerinage dans la région. À cette époque, Velankanni n'était néanmoins pas un site aussi populaire que l'église Notre-Dame-des-Neiges de Tuticorin. 
La dévotion à Notre-Dame de la Bonne Santé s'accroissant à partir de la fin du XIXe siècle. Son culte est notamment répandu par des prêtres sud-indiens en exercice dans les régions de forte immigration ou influence indienne aux XIXe et XXe siècles, telles que l'Asie du Sud-Est (Malaisie, Indonésie, etc.) ou l'Afrique orientale et australe (Maurice, Afrique du Sud, etc.),. La diaspora indienne est un autre facteur de diffusion de la piété à Notre-Dame de Velankanni,,,. 
Trois millions de pèlerins sont attendus au sanctuaire marial de Vailankanni, dans le sud de l’Inde, pour la fête de la Nativité de Marie, célébrée du 29 août au 8 septembre 2024. Un sanctuaire qui attire chaque année jusqu’à 20 millions de croyants chrétiens mais aussi hindous et musulmans et dont le Vatican a salué, début août, les « fruits spirituels »,.

## Géographie
Velankanni est située dans le delta de la Cavéry, sur la rive nord du Vellayar, un défluent mineur du fleuve qui y trouve son embouchure, et face au Golfe du Bengale, sur la côte de Coromandel. Elle est limitée à l'ouest par le canal de Vedaranyam, une ancienne voie navigable entre les salines du Cap Calimère et le port de Negapatam.
La localité étant originellement un petit village, elle s'est depuis densifiée pour faire face à l'afflux important de pèlerins. Sa situation sur le bord de mer l'a fortement affectée lors du tsunami de 2004, faisant figurer la cité mariale parmi les lieux les plus touchés sur toute la côte orientale de l'Inde.

### Transports
La ville bénéficie depuis 2010 d'une desserte ferroviaire par une gare éponyme en cul-de-sac, sur la ligne ferroviaire Nagapattinam-Velankanni, longue de 10 km. L'offre de transport y est limitée, mais régulière, avec notamment deux express hebdomadaires pour Panjim (Goa) et Ernakulam (Cochin, Kerala). L'afflux massif de pèlerins durant de la fête annuelle du sanctuaire, se manifeste par une desserte enrichie avec des trains saisonniers à destination de Bombay, Mangalore, Trivandrum, Madras ou encore Hyderabad,,. 
La route nationale NH 32 traverse les marges de Velankanni, longeant le canal de Vedaranyam sur une partie de son tronçon entre Nagapattinam et Muthupet. Cette route est un segment d'une voie plus vaste appelée aussi l'East Coast Road, entre Madras et Tuticorin.

## Histoire
Si l'histoire moderne de Velankanni et la perception contemporaine de la localité se confondent avec la Basilique Notre-Dame-de-Bonne-Santé, cet ancien village hérite cependant d'une projection historique plus ancienne.
Velankanni semble avoir connue une activité notable durant le Moyen Âge, sous la dynastie des Cholas. C'est ce que laissent suggérer les nombreuses découvertes archéologiques faites sur son territoire, essentiellement des sculptures en bronze d'iconographie hindoue datées des IXe au XIe siècles, pour certaines des pièces remarquables,. Un fondement ancien perpétué par le temple shivaïte de Sri Rajathagirisvarar et son quartier hindou, situés dans la partie ouest de Velankanni.
Au XIXe siècle, une activité portuaire, bien que très modeste, se tient à Velankanni. Les échanges commerciaux y sont assez suffisants pour qu'un agent des douanes et quatre péons indo-britanniques soient partiellement affectés sur place. Le port local était alors une alternative à ceux de Nagour (Nagore) et de Negapatam — une ville portuaire importante —, mais son développement limité par ce dernier et le port de Topoutoré (Sethumadhavapuram ou Thopputhurai) situé plus au sud, près de Vedarnom (Vedaranyam).

### Articles liés
- Notre-Dame de la Bonne Santé
- Basilique Notre-Dame-de-Bonne-Santé de Velankanni